# Xesús Manuel Valcárcel
Xesús Manuel Valcárcel (Lugo, 1955) és un escriptor gallec. Membre del col·lectiu poètic Cravo Fondo, el 1984 es va donar a conèixer amb el seu primer poemari Tránsito, al qual seguí el 1985 Emaín, i després Rosa clandestina (1989), A porta de lume (1992) i Areas do fondo (1992). Contos nocturnos (1985) fou el seu primer llibre de narrativa i Matar o tempo (1985) fou la seva primera novel·la, a la qual seguiren els llibres de relats O capitán lobo negro (1995), amb què va obtenir el Premi de la Crítica de narrativa gallega, Os ollos do sentinela (1997) i la novel·la As grandes carballeiras (1998).